# نيثرريلم ستوديوز
نِيثِرْرِيلِم ستوديوز (بالإنجليزية:NetherRealm Studios)، هو ستوديو إنتاج وتطوير الألعاب الفيديو الأمريكي، تأسس عام 2010 في ولاية كاليفورنيا بعد إفلاس ميدواي للألعاب، وهو تابع لوارنر برذرز إنترآكتيف إنترتيمنت، وأشتهر هذا الأستوديو بإنتاج سلاسل مورتال كومبات ولعبة إنجاستس 2.

## الموقع الخارجي
- الموقع الرسمي
 (الإنكليزية)